# Rudravarman III
Rudravarman III (?-?) ou Yang Pu Sri Rudravarmadeva, ou en vietnamien Chế Củ, est le roi du Royaume de Champā de la VIIIe dynastie Cham. Il règne de 1061 à 1074

## Contexte
Rudravarman III est le fils cadet de Jaya Paramesvaravarman I, et le frère et successeur de Bhadravarman IV. Dès son accession au pouvoir il mène une politique d'hostilité envers les vietnamiens. Il réorganise son armée et se dote d'une flotte et de mulets et de chevaux. Après avoir offert en tribut à Lý Thánh Tông un rhinocéros  blanc en 1065, il déclenche l'affrontement en 1068. L'empereur réunit une armée de 30 000 hommes, équipe une flotte de 200 jonques et contre attaque. En février 1069, sa flotte disperse celle des Chams à l'embouchure du Nhât Lê et longe la côte. Elle débarque à Thị Nại l'armée qui bouscule celle des Cham[pas clair] et s'empare de la capitale Vijaya située au nord de Bình Định qui avait été abandonnée par le roi. L’empereur annamite célèbre sa victoire dans la capitale du Champa Vijaya qui est pillée et dont de nombreux habitants sont déportés comme esclaves. Le roi en fuite est capturé près de la frontière du Chân-Lap et envoyé en captivité au Dai Viet. Il ne peut obtenir le départ des Vietnamiens et sa libération qu'en cédant trois districts : Bô-Chánh, Dia-ly et Ma-Linh qui forme l'actuelle province de Quảng Bình et la partie nord de celle de Quảng Trị. Lorsqu'il peut rentrer dans son royaume, celui-ci a sombré dans le chaos et avec lui se termine la VIIIe dynastie.

## Source
- Georges Maspero Le Royaume De Champa. T'oung Pao, Second Series, Vol. 12, No. 2 (1911) Chapitre VI (Suite) Dynastie IX 1044-1074 p. 236 et svt. JSTOR, www.jstor.org/stable/4526131. Consulté le 26 décembre 2020.